# Кумано (крейсер)
Кумано (яп. 熊野, Kumano) — важкий крейсер Імперського флоту Японії, який взяв участь у Другій світовій війні.

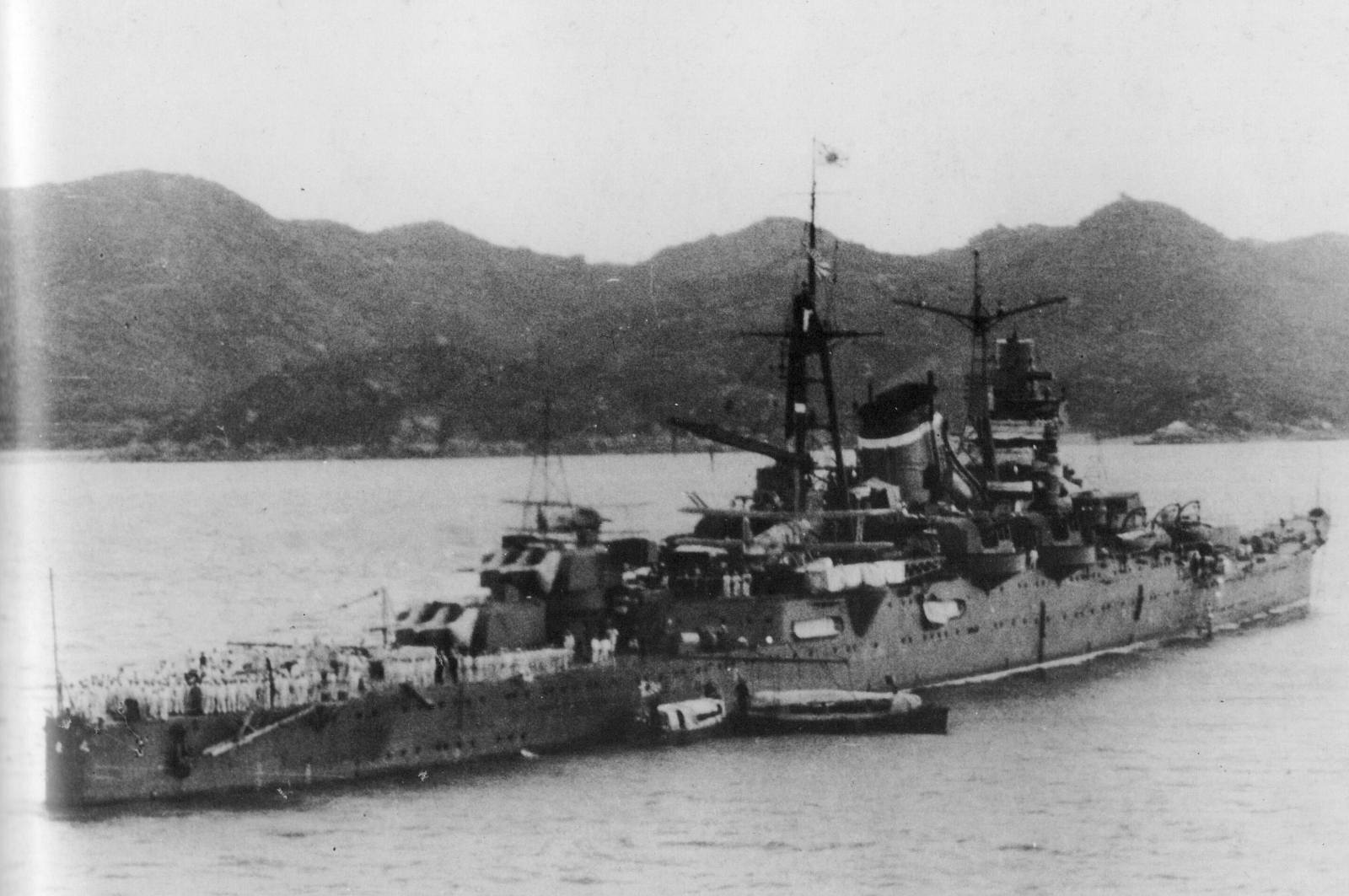
Кумано у 1937 році

Корабель, який належав до крейсерів типу «Могамі», спорудили у 1937 році на верфі компанії Kawasaki в Кобе. Особливістю крейсерів цього типу було встановлення башт головного калібру з трьома 155-мм гарматами, що дозволяло класифікувати їх як легкі крейсери. Водночас проєктанти одразу врахували можливість заміни башт на традиційні із двома 203-мм гарматами, що й зробили наприкінці 1930-х і перевели кораблі до класу важких крейсерів (а попередні башти передали для лінкорів типу «Ямато» — втім, їхні 155-мм універсальні гармати виявились не надто ефективними для ведення зенітного вогню).
З 16 липня по 7 серпня 1941-го Кумано здійснив похід до Південно-Східної Азії, пов'язаний зі введенням японських військ до Французького Індокитаю. Під час цієї операції крейсер спершу побував у порту Самах (острів Хайнань), а потім супроводжував конвой з військами до Сайгону (наразі Хошимін) на півдні В'єтнаму.
Станом на 1941 рік корабель належав до 7-ї дивізії крейсерів. 23—29 листопада він пройшов з Куре до Самаху, куди за кілька діб до того вже прибули три інші кораблі дивізії. 4 грудня вони у супроводі 3 есмінців вийшли в море, маючи завдання зайняти позицію в районі мису Камау (найпівденніший пункт в'єтнамського узбережжя) та провадити дистанційне прикриття Першого Малайського конвою. Останній вже у перший день бойових дій 8 грудня (тільки по іншу сторону лінії зміни дат від Перл-Гарбору) провів висадку десанту на півострові Малакка. Після цього японці почали очікувати на контратаку британського флоту і невдовзі після опівдня 9 грудня японський підводний човен повідомив про виявлення ворожої ескадри, головну силу якої становили 2 лінкори. До вечора літаки з Кумано брали участь у відстежуванні ворожих пересувань, при цьому був втрачений один з них. На світанку 10 грудня крейсери 7-ї дивізії об'єднались з головними силами адмірала Кондо (2 лінкори та 2 важкі крейсери), проте цього разу вступити в бій їм не довелось, оскільки тієї ж доби японська базова авіація потопила обидва ворожі лінкори. Невдовзі Кумано прибув до бухти Камрань (центральна частина В'єтнаму).
У наступних двох операціях Кумано діяв разом зі ще одним важким крейсером під прикриттям 2 есмінців. 13 грудня 1941-го вони вийшли з Камрані для дистанційного прикриття десанту в Мірі (центр нафтовидобутку на північно-західному узбережжі Борнео), який успішно висадився в ніч проти 16 грудня. За кілька діб той же загін провадив дистанційне прикриття десанту в Кучінг (ще один центр нафтовидобутку Борнео, розташований за п'ять сотень кілометрів на південний захід від Мірі), де десантування сталося в ніч проти 24 грудня. 27 грудня Кумано повернувся до Камрані.
5—10 січня 1942-го Кумано виходив у море разом із двома важкими крейсерами для прикриття конвойної операції. Саме в цей час відбувалось проходження масштабного Третього Малайського конвою, який доправляв підкріплення з острова Формоза.
16—19 січня 1942-го Кумано виходив з Камрані у складі великого з'єднання, яке включало ще 4 важкі та 2 легкі крейсери, що пояснювалось отриманням японським командуванням хибних даних про прибуття до Сінгапуру чергового британського лінкора.
23 січня 1942-го Кумано разом з іншим крейсером під прикриттям двох есмінців полишив Камрань у межах операції зі створення бази на островах Анамбас (дві з половиною сотні кілометрів на північний схід від Сінгапуру). Одразу після цього він перейшов до дистанційного прикриття висадки в Ендау на півострові Малакка (менш ніж за півтори сотні кілометрів від головного британського гарнізону в Сінгапурі). Втім, безпосереднього прикриття виявилось достатньо і воно змогло самостійно відбити атаки авіації, а потім і есмінців, так що Кумано не довелося вступити в бій, а 30 січня він повернувся до Камрані.
10 лютого 1942-го Кумано та ще 4 важкі крейсери вийшли з Камрані в межах операції по висадці на сході Суматри в районі центру нафтовидобутку в Палембанзі. У ніч проти 15 лютого японці здійснили висадку на острів Бангка (біля північно-східного узбережжя Суматри) та стали готуватись до просування по річці в напрямку Палембанга, де ще 14 числа викинули повітряний десант. 15 лютого надійшли повідомлення про наближення від Яви ворожої ескадри і загін Кумано почав готуватись до бою, проте вже під попередніми ударами авіації союзники відступили. 17 лютого дивізія Кумано відбула для дозаправки та відпочинку на островах Анамбас.
24 лютого 1942-го Кумано і 3 інші важкі крейсери вирушили з бази на Анамбас для підтримки вторгнення на Яву, десантування на яку відбулось у ніч проти 1 березня. При цьому 7-ма дивізія розділилась на два загони, один з яких у ніч висадки провів бій у Зондській протоці. Втім, Кумано належав до іншого та не взяв участі в зіткненні. 4 березня Кумано відбув з Яви і 5 числа був у Сінгапурі.
З 9 по 15 березня 1942-го Кумано та ще 4 важкі крейсери виходили з Сінгапура, щоб прикрити висадку на півночі Суматри, яка відбулась 12 березня. Та ж сама група рушила в море 20 березня для прикриття десанту на Андаманські острови в Порт-Блер, який провели 23 числа. 26 березня загін Кумано прибув до південнобірманського порту Мергуй (наразі М'єй на східному узбережжі Андаманського моря).
Тим часом японське ударне авіаносне з'єднання вийшло для рейду до Індійського океану. Північніше від нього в Бенгальській затоці проти ворожого судноплавства мало діяти угруповання з легкого авіаносця та 5 важких крейсерів, серед яких був і Кумано. 1 квітня 1942-го вони полишили Мергуй та попрямували на захід, а 6 квітня провели бліц неподалік від східного узбережжя Індії. При цьому загін розділився на три групи, з яких Кумано та ще один важкий крейсер під прикриттям одного есмінця склали північну, яка знищила 5 торгових суден — Exmoor (4986 GRT), Malda (9066 GRT), Autolycus (7718 GRT), Shinkuang (2441 GRT) та Silkworth (4921 GRT). 11 квітня загін, до якого належав Кумано, прибув до Сінгапура. 13—22 квітня крейсер прямував до Куре, після чого пройшов короткочасний доковий ремонт.

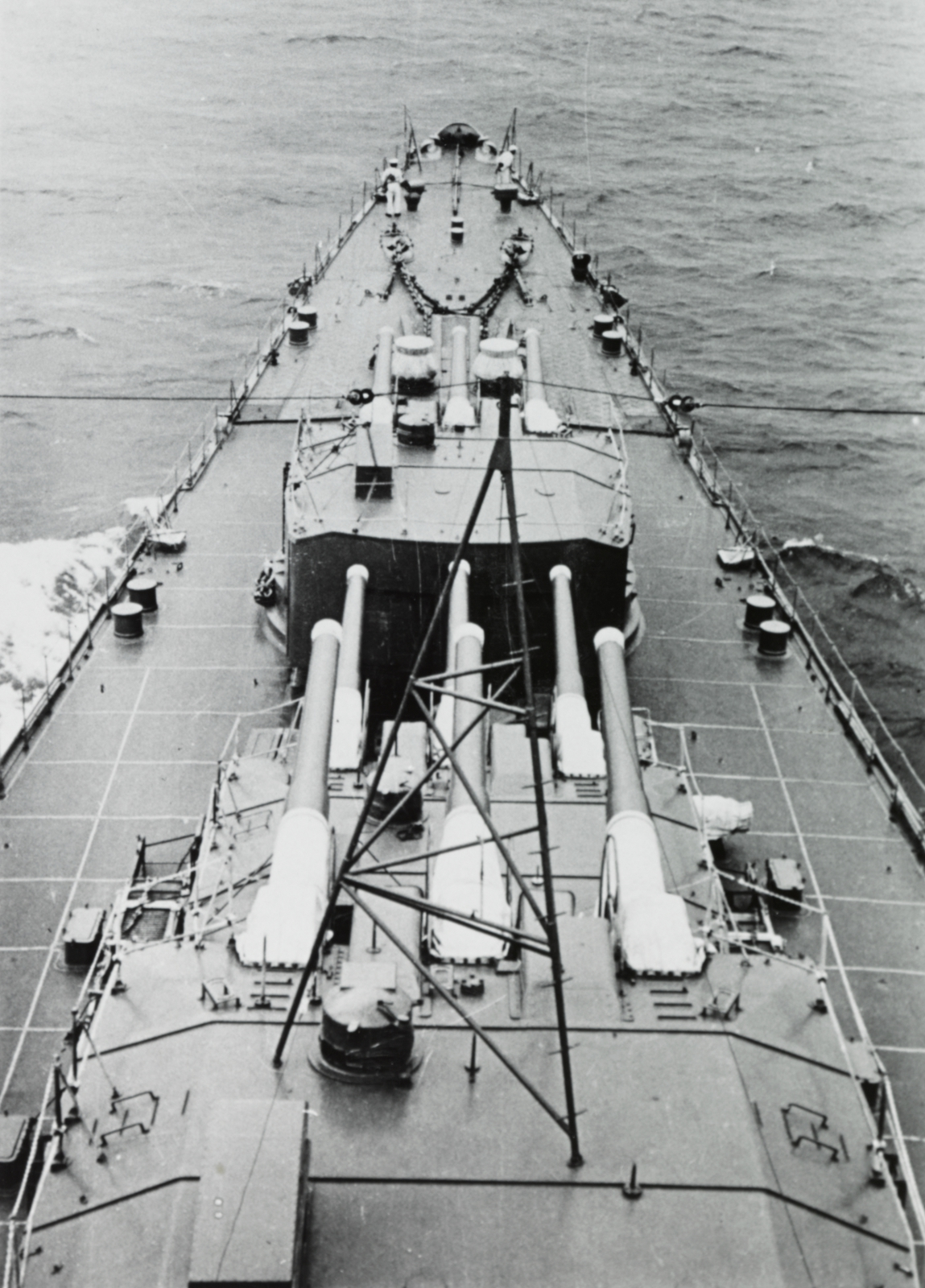
Носова частина Кумано в 1939 році до модернізації, видно башти головного калібру з трьома гарматами

22—26 травня 1942-го Кумано та інші 3 крейсери 7-ї дивізії під охороною 2 есмінців пройшли з Куре до Гуаму (Маріанські острови), звідки цей загін невдовзі вирушив у межах мідвейської операції, маючи завдання забезпечувати дистанційне прикриття транспортів з військами. 4 червня японське ударне авіаносне з'єднання зазнало катастрофічної поразки в битві при Мідвеї, що призвело до скасування операції. Цього ж дня два важкі крейсери «Могамі» та «Мікума» зіткнулись та зазнали пошкоджень, що змусило їх повертатись на базу зі зменшеною проти звичайного швидкістю. Як наслідок, 7-ма дивізія розділилась і Кумано разом зі ще одним есмінцем попрямували вперед та 13 червня прибули на атол Трук у центральній частині Каролінських островів (ще до війни тут створили потужну базу японського ВМФ, з якої до лютого 1944-го провадили операції в цілому ряді архіпелагів). 17—23 червня ці ж крейсери пройшли до Куре.
16—30 липня 1942-го Кумано та інший крейсер 7-ї дивізії пройшли через Сінгапур до Мергуй у межах підготовки до нового рейду в Індійський океан. Втім, через тиждень союзники висадились на сході Соломонових островів, що започаткувало шестимісячну битву за Гуадалканал та змусило японське командування перекидати сюди підкріплення. Як наслідок, рейд до Індійського океану скасували й загін Кумано вже 7 серпня 1942-го рушив до Океанії та у другій половині місяця прибув у район Труку. Починаючи з 20 серпня, вони приєднались до великого загону надводних кораблів (включав 2 авіаносці, 1 легкий авіаносець та 2 лінкори), що прибули з Японії та одразу пройшли для супроводу конвою з підкріпленнями на Гуадалканал. Спроба провести останній конвой призвела до битви 24 серпня 1942-го біля Східних Соломонових островів, а наступної доби рух конвою виявився остаточно перерваним унаслідок ударів літаків з островів Еспіриту-Санто та Гуадалканал. 5 вересня японські сили прибули на Трук.
З 9 по 23 вересня 1942-го Кумано знову виходив з Труку разом з великим з'єднанням, яке патрулювало північніше від Соломонових островів. Втім, цього разу до якогось зіткнення з ворожими силами не дійшло.
11 жовтня 1942-го крейсер знову полишив Трук у складі головних сил, розділених на кілька загонів. Кумано супроводжував загін адмірала Нагумо, який включав два важкі та один легкий авіаносці. 26 жовтня цей вихід призвів до битви авіаносних з'єднань біля островів Санта-Круз, а 30 числа Кумано повернувся на Трук. 2—7 листопада крейсер пройшов до Куре, де став на короткочасний доковий ремонт.
22—27 листопада 1942-го Кумано пройшов до Маніли, де прийняв на борт підкріплення та знову рушив до Океанії. 4 грудня крейсер прибув до Рабаула (головна передова база в архіпелазі Бісмарка, з якої здійснювались операції на Соломонових островах та сході Нової Гвінеї), де висадив доправлених бійців та знову об'єднався з іншим важким крейсером 7-ї дивізії, який після битви при Санта-Круз не ходив до Японії. 5—6 грудня кораблі перейшли до Кавієнгу (друга за значенням японська база в архіпелазі Бісмарка, розташована на північному завершенні острова Нова Ірландія на кількасот кілометрів далі від зони ворожих аеродромів, аніж Рабаул). Більш як два місяці Кумано перебував у цьому районі, хоча й здійснив 12—13 грудня рейс для перевезення підкріплень до Лоренгау на островах Адміралтейства.
9 лютого 1943-го японці завершили евакуацію своїх сил з Гуадалканалу, а 11—13 лютого Кумано прямував з Кавієнга на Трук. У другій половині березня корабель вирушив до Куре, де до середини квітня пройшов доковий ремонт. При цьому він, зокрема, отримав дві строєні установки 25-мм зенітних автоматів (що довело кількість таких стволів на крейсері до 20 одиниць).
У середині червня 1943-го Кумано прибув до Йокосуки, де прийняв на борт війська, а 16—21 червня пройшов на Трук разом зі значним загоном, який включав 2 лінкори та 3 ескортні авіаносці. 23—25 червня Кумано разом зі ще одним важким крейсером під охороною есмінця пройшов до Рабаула, де висадив прийняті у Йокосуці війська, а вже 27 червня повернувся на Трук.
30 червня 1943-го американці висадились на островах Нью-Джорджія у центральній частині Соломонових островів, що започаткувало тримісячну битву. Як наслідок, 9 липня Кумано та інший крейсер 7-ї дивізії знову полишили Трук та попрямували до Рабаула. 18 липня Кумано разом зі ще 2 важкими крейсерами під прикриттям легкого крейсера та 4 есмінців вийшов із Рабаула для пошуку ворожих сил, а також прикриття ще 3 есмінців, що доставляли підкріплення в район бойових дій. У ніч проти 20 липня в районі острова Коломбангара (центральна частина архіпелагу Нью-Джорджія) загін став ціллю для ворожих бомбардувальників, які скинули бомби за показаннями радарів. У підсумку 2 есмінці затонуло, а Кумано та інший важкий крейсер зазнали пошкоджень. 21 липня японський загін повернувся в Рабаул, де кілька діб Кумано проходив аварійне відновлення за допомогою ремонтного судна «Ямабіко-Мару». 29—31 липня крейсер пройшов на Трук та ще кілька тижнів ремонтувався тут за допомогою судна «Акасі». 28 серпня — 2 вересня Кумано здійснив перехід до Куре та до 31 жовтня проходив тут завершальне відновлення.
3—8 листопада 1943-го Кумано здійснив перехід на Трук. 20 листопада 1943-го американці розпочали операцію з оволодіння островами Гілберта. Хоча японці у підсумку так і не наважились протидіяти цій операції надводними кораблями, проте з 23 листопада по 5 грудня Кумано разом з двома іншими важкими крейсерами під охороною 5 есмінців виходив до Маршаллових островів, де певний час перебував на атолах Кваджелейн та Еніветок.

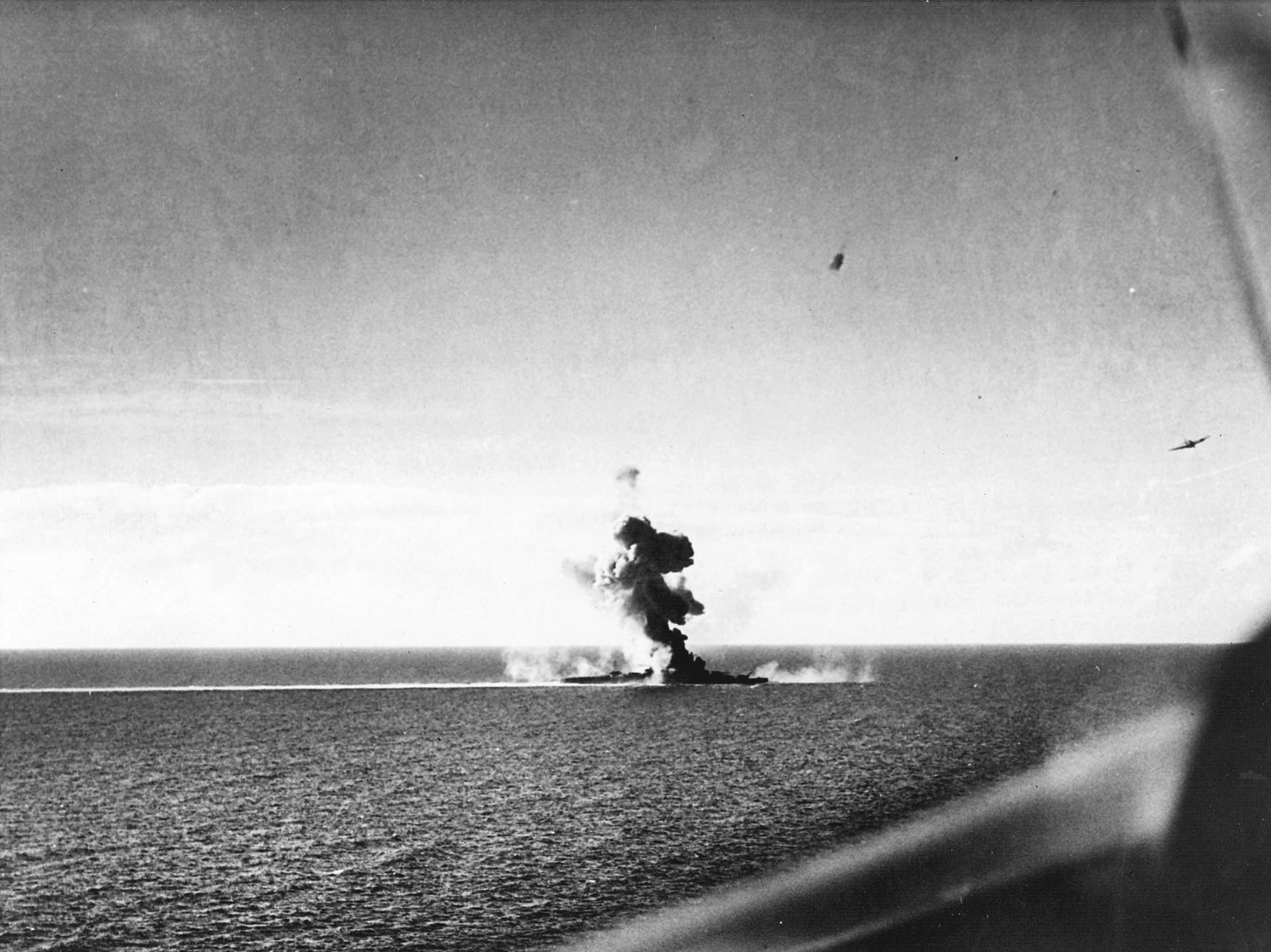
Кумано під атакою авіації 26 жовтня 1944 при відступі після битви у затоці Лейте

Наприкінці грудня 1943-го Кумано та ще один важкий крейсер залучили до операції з доставки підкріплень до Кавієнгу. 26 грудня вони рушили туди з Труку, проте через виявлення загону ворожою авіацією 28 числа повернулись назад. З 29 грудня 1943 по 1 січня 1944 ті ж важкі крейсери під охороною одного есмінця все-таки здійснили рейс до Кавієнга та назад.
Станом на початок лютого 1944-го японське командування вже розуміло, що подальше перебування великих сил флоту на Труці наражає їх на невиправдану небезпеку і розпочало виведення. 1—4 лютого Кумано разом зі ще 2 важкими крейсерами та 2 лінкорами під охороною 5 есмінців пройшов на Палау (західні Каролінські острови), а вже 17 лютого база на Труці була розгромлена під час рейду американського авіаносного з'єднання. При цьому 16 лютого загін, з яким рухався Кумано, полишив Палау, оскільки японське командування не виключало атаки і на цей пункт (фактично база на Палау буде розгромлена під час рейду 30 березня). 21 лютого кораблі прибули в район Сінгапура на якірну стоянку Лінгга (найближчим часом сюди з Японії переведуть основні сили флоту, оскільки через дії підводних човнів на комунікаціях японці вирішили тримати їх поряд з районами нафтовидобутку).
З 24 березня по 7 квітня 1944-го Кумано пройшов модернізацію у Сінгапурі, під час якої отримав 8 одиночних установок 25-мм зенітних автоматів.
11—13 травня 1944-го Кумано разом з основними силами пройшов з Лінгга до Таві-Таві (в філіппінському архіпелазі Сулу поряд з нафтовидобувними районами острова Борнео), оскільки японське командування готувалось до ворожої атаки на головний оборонний периметр Імперії — Маріанські острови, Палау чи північно-західну частину Нової Гвінеї. 12 червня американці розпочали операцію з оволодіння Маріанськими островами і наступної доби японський флот рушив для контратаки, при цьому Кумано належав до загону «С» адмірала Куріти. У битві 19—20 червня у Філіппінському морі японці зазнали важкої поразки, хоча Кумано не довелось вступити в бій. 22 червня Кумано прибув на Окінаву, а 24 червня вже був у Внутрішньому Японському морі.
8—17 липня 1944-го Кумано разом з головними силами флоту пройшов з Куре до якірної стоянки Лінгга, де залишався наступні кілька місяців.
18 жовтня 1944-го головні сили японського флоту полишили Лінгга для підготовки до протидії неминучій ворожій атаці на Філіппіни. Вони пройшли через Бруней, після чого розділились на два з'єднання. Кумано увійшов до ескорту головних сил адмірала Куріти, які 24 жовтня під час прямування через море Сібуян (внутрішня частина Філіппінського архіпелагу на південь від острова Лусон) стали ціллю для потужних ударів американської авіації. У цьому бою Кумано зазнав прямого влучання бомбою в одну з башт головного калібру, проте вона не здетонувала. Далі Куріта вийшов до Тихого океану і 25 жовтня провів бій біля острова Самар з групою ескортних авіаносців. У цьому зіткненні Кумано був поцілений торпедою з есмінця USS Johnston, яка відірвала секцію носової частини крейсера. Кумано полишив район бою та попрямував зі швидкістю 15 вузлів до протоки Сан-Бернардіно, яка веде у внутрішні моря Філіппін. Пізніше Кумано атакували три десятки американських літаків, проте не змогли досягнути якихось результатів.

Знімок Кумано з повітря в день загибелі крейсера 25 листопада 1944

26 жовтня 1944-го у протоці Таблас (веде із внутрішніх морів у море Сулу) при атаці літаків з авіаносця USS Hancock в Кумано влучили дві 454-кг бомби, а внаслідок близького вибуху почалось надходження води в корпус та вийшли з ладу кілька котельних відділень. Крейсер втратив хід, проте після аварійного ремонту зміг рушити далі зі швидкістю 10 вузлів, а потім його зустрів важкий крейсер «Асігара» та довів на буксирі до бухти Корон на східному завершенні архіпелагу Палаван, за три сотні кілометрів на південний захід від Маніли. У ніч проти 27 жовтня Кумано рушив у напрямку Маніли, при цьому на шляху туди його почав супроводжувати есмінець «Окінамі». 28 жовтня кораблі досягнули Маніли, де провели аварійний ремонт носової частини та кількох котлів, що дало змогу розвивати швидкість у 15 вузлів.
На той час Маніла вже постійно ставала ціллю для ворожих авіанальотів і 4 листопада 1944-го Кумано рушив на північ в конвої MATA-31. У районі мису Болінао (на західному узбережжі острова Лусон біля входу до затоки Лінгайєн) маршрут конвою пройшов через район дії «вовчої зграї» з 4 американських підводних човнів. Вранці 6 листопада по Кумано випустили 9 торпед з USS Guitarro і досягнули трьох влучань. За кілька хвилин USS Bream дала по крейсеру залп із 4 торпед та двічі поцілила його. Через годину Кумано атакувала 6 торпедами USS Raton, що досягнула трьох влучань. Її торпеди пройшли над підводним човном USS Ray, що саме готувався до атаки на Кумано. У підсумку з USS Ray випустили по крейсеру 4 торпеди із субмарини чули кілька вибухів. Таким чином, за короткий проміжок часу по Кумано випустили 23 торпеди та поцілили не менше 8 раз. Корабель зазнав нових важких пошкоджень, втратив хід, проте не затонув і протримався на воді до вечора, коли його узяв на буксир транспорт «Дорйо-Мару». Після опівдня 7 листопада Кумано довели до гавані Санта-Круз, де розпочали аварійний ремонт за допомогою присланих з Маніли фахівців. Охорону крейсера при цьому забезпечував тральщик W-11.
25 листопада 1944-го Кумано атакували літаки з авіаносця USS Ticonderoga, які уразили крейсер 5 торпедами та чотирма 227-кг бомбами. Кумано перекинувся та затонув у районі з глибиною 33 метри. Загинуло 398 членів екіпажу, проте майже шість сотень моряків урятувались.